# НИИПМ (ОАО)
АО «НИИПМ» — российская  компания. Полное наименование — Акционерное общество «Научно-исследовательский институт полупроводникового машиностроения». Штаб-квартира компании расположена в Воронеже.

## История
Компания основана в 1961 году на основе постановления совета министров СССР, с 1993 года Открытое акционерное общество «Научно-исследовательский институт полупроводникового машиностроения».
В 2007 году на базе площадки НИИ создан Технопарк «Машиностроения и робототехники», который объединяет в себе более 80 малых инновационных предприятий. Управляющей компанией технопарка является АО "НИИПМ"
В 2009 году НИИ сертифицировано по международному стандарту ISO 9001:2008, военно техническому стандарту СРПП ВТ.
В 2011 году НИИПМ вступил в международную ассоциацию участников космической деятельности (МАКД).
В 2012 году институт вступил в перечень предприятий-поставщиков оборудования и спецтехники для атомной промышленности.

## Собственники и руководство
Председатель совета директоров компании — Веселов В. Ф.
Генеральным директором АО «Научно-исследовательский институт полупроводникового машиностроения» с 2006 года является Тупикин Вячеслав Фёдорович.
Генеральным директором АО «Научно-исследовательский институт полупроводникового машиностроения» с 2024 года является Проценко Александр Иванович.

## Деятельность

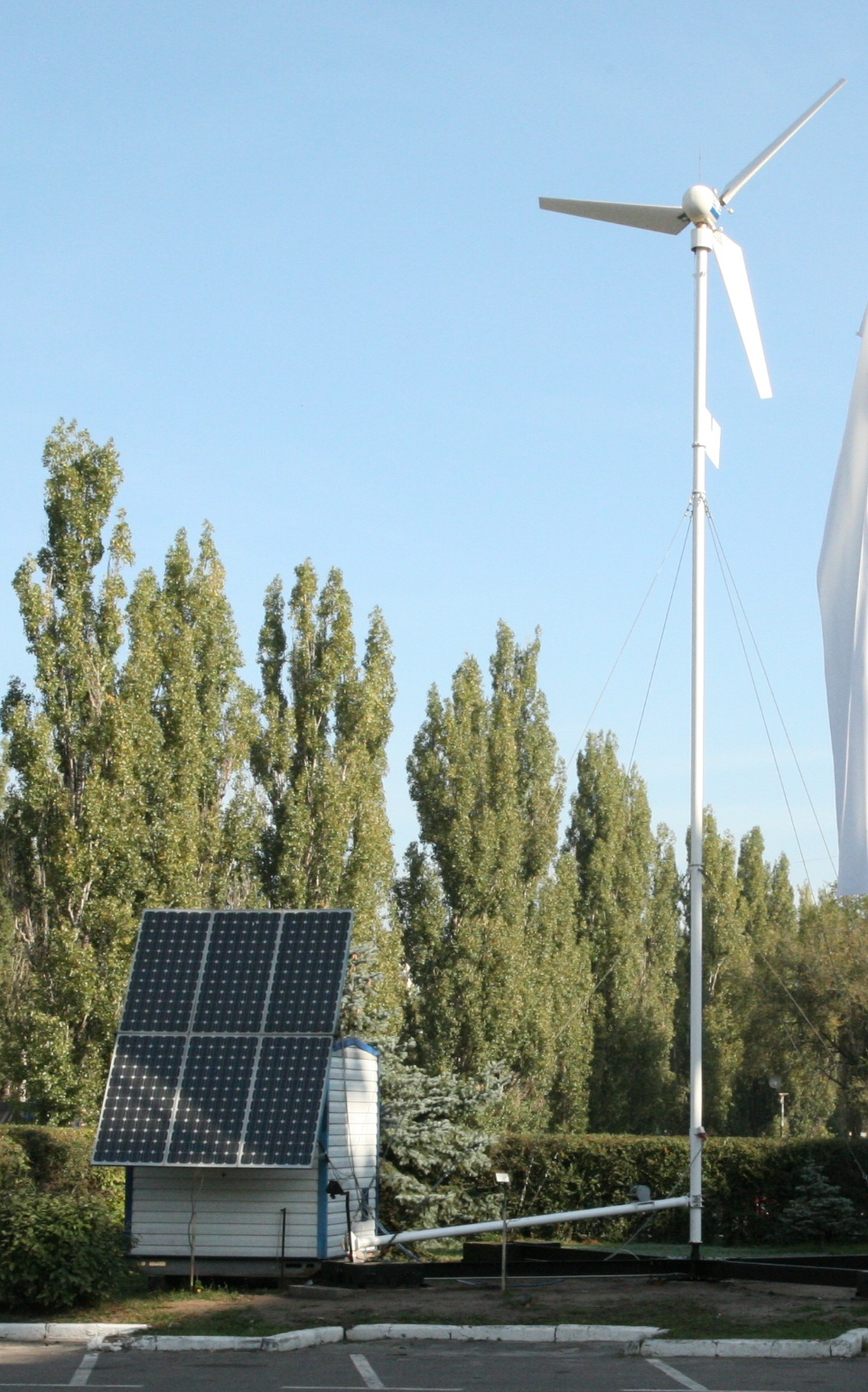
Станция получения «чистой» электроэнергии

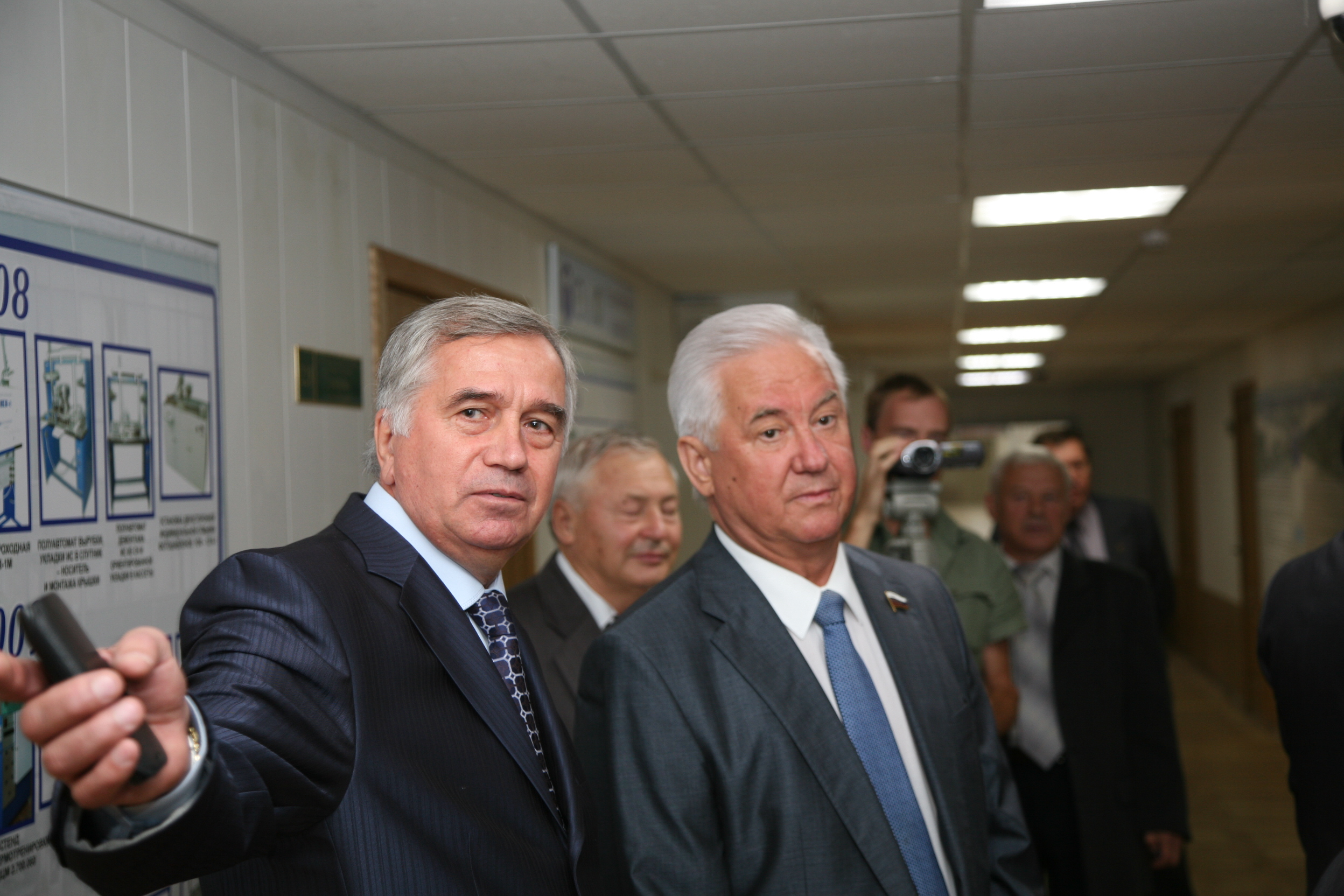
Тупикин В.Ф (слева) и Кулаков В. Г. (справа)

АО «НИИПМ» является одним из нескольких предприятий на территории РФ, которое занимается разработкой и производством специального технологического оборудования (СТО) для научных исследований и производства изделий электроники.
После распада СССР предприятие переживало не самые лучшие времена, но все же выжило и развивается. Сейчас в НИИ числится более 250 сотрудников, есть кандидаты и доктора наук. За все время деятельности защищены десятки патентов и авторских прав на разработки.
В НИИ первым в СССР был разработан катушечный видеомагнитофон.
Рядом со зданием института в 2011 году была установлена станция получения «чистой электроэнергии» в которую входят ветряная электростанция, стенд с солнечными батареями и станция с электро-щитовым оборудованием и аккумуляторными батареями, со следующими техническими характеристиками:
| Общие данные          | Общие данные        |
| --------------------- | ------------------- |
| Энергоотдача          | 12-25 кВт*час/сутки |
| Напряжение            | 220 В               |
| Максимальная мощность | 3,5 кВт             |

ОАО «НИИПМ» разрабатывает и производит автоматизированное оборудование для:
— химической обработки пластин,
— фотолитографии,
— изготовления фотошаблонов и обработки подложек,
— измерений и испытаний полупроводниковых приборов,
— водоподготовки,
— сборочное оборудование,
— плазмохимии.

### Профильные разработки
Оборудование для химической обработки пластин включает в себя установки химической очистки, обработки в органических растворителях, ультразвуковой отмывки в моющем растворе, индивидуальной двухсторонней отмывки, установки сушки методом центрифугирования .
Оборудование для фотолитографии включает в себя установки модульно-кластерного комплекса субмикронной литографии, нанесения фоторезиста, нанесения фоторезиста с термообработкой, проявления фоторезиста.
Оборудование для изготовления фотошаблонов и обработки подложек включает в себя установки автоматического проведения процесса двухсторонней отмывки фотошаблонов в зоне обеспыливания, финишной отмывки и сушки поверхности шаблонов и пластин, методом «Марангони», нанесение резиста на шаблонные подложки методом центрифугирования, индивидуальной химической обработки поверхности шаблонных заготовок, травления маскирующего слоя, сушки резиста поле операции нанесения фоторезиста и задубливания резиста после операции проявления, гидромеханической и бесконтактной отмывки стеклянных подложек в производстве жидкокристаллических дисплеев, а также блоки рецикла деионизированной воды.
Оборудование для плазмохимии включает в себя установки скоростного плазмохимического травления плёнок SiO2, ACC, поли-Si, Si3N4 через фоторезистивную маску, удаления фоторезистивных масок в технологии производства СБИС после любой операции формирования топологического ресунка, плазмохимического травления плёнок Al (силицида алюминия) через фотрезистивную маску, осаждения чистых или лигированных фосфором диэлектрических слоев SiO2, синтеза эндоэдральных фуллеренов и нанотрубок, удаления фотрезистивных масок при производстве изделий электроники и МЭМС, после формирования топологического рисунка.
Оборудование для водоподготовки и водоочистки включает в себя установки обратного осмоса, очистки для получения особо чистой воды для производства изделий электронной техники, очистки магистральной водопроводной воды для нужд населения, умягчения питьевой воды.
Контрольно-измерительное оборудования включает в себя системы контроля СБИС при входном контроле у потребителей, измерения статических и динамических параметров микросхем, измерения параметров N-канальных полевых транзисторов.
Контрольно испытательное оборудование включает в себя проходные камеры (измерение внешним измерителем электрических параметров микросхем в спутниках-носителях в климатической камере), установки вакуумного термоциклирования, стенды электротермотренировки интегральных микросхем различного функционального назначения с контролем состояния микросхем, автоматические сортировщики полупроводниковых приборов и интегральных схем по группам годности, полуавтоматы и автоматы вырубки, укладки, демонтажа интегральных схем в и из спутников носителей, стенды вакуумного обезгаживания для удаления смол клеящих составов после монтажа солнечных батарей.
В НИИ работает достаточно большое количество специалистов, которые специализируются в области создания ПО, информационных систем, БД которые обеспечивают бесперебойную работу автоматизированных линий и установок.

### Последние разработки

#### Роботизированные системы

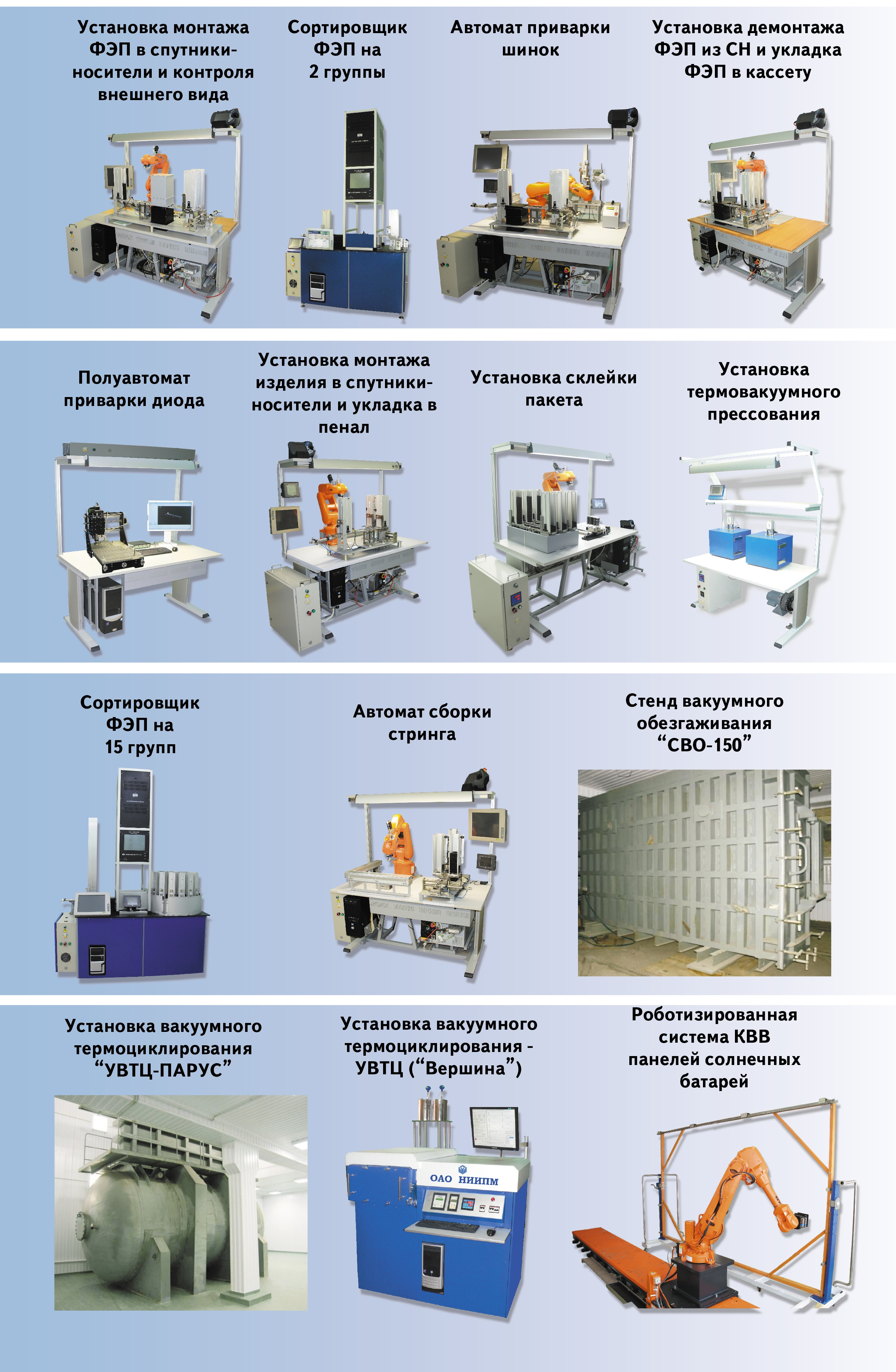
Автоматизированной оборудования для производства и квалификационных испытаний солнечных батарей

Последние разработки НИИ связаны с Роскосмосом и НПП «КВАНТ». НИИПМ разработало и произвело автоматизированное оборудование для изготовления и квалификационных испытаний солнечных батарей нового поколения. Эта автоматизированная линия позволит исключить «человеческий фактор» при сборке солнечных батарей. В данную систему входят:
— Установка вакуумного термоциклирования «УВТЦ — ПАРУС»;
— Стенд вакуумного обезгаживания «СВО — 150»
— Установка монтажа фото-электропреобразователей (ФЭП) в спутники-носители (СН) и проведения контроля внешнего вида (КВВ);
— Сортировщик ФЭП на 2 группы;
— Автоматы приварки шинки;
— Установка демонтажа ФЭП из СН и укладка ФЭП в кассету;
— Полуавтомат приварки диода;
— Установка монтажа изделия в СН и укладки в пенал;
— Установка склейки пакета;
— Установки вакуумного термопрессования;
— Сортировщик ФЭП на 15 групп;
— Автомат сборки стринга;
— Роботизированная система КВВ панелей солнечных батарей (СБ).

#### Разработки для электронной промышленности

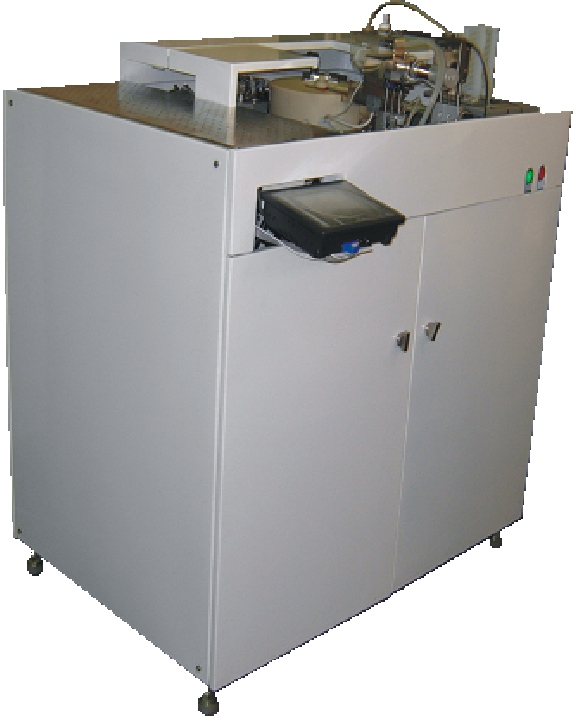
УОП-150-1

Для химической обработки пластин одной из последних разработок является установки односторонней гидромеханической и мегазвуковой очистки пластин. Примером является установка «УОП-150-1». Она предназначена для проведения процесса очистки пластин методом раздельной обработки поверхности деионизованной водой с применением мегазвуковых колебаний генератором, частота которого составляет 1,65 МГц и гидромеханическим способом обработки с подачей моющего раствора на щётку, диапазон вращения которой лежит в пределах от 150 до 300 оборотов в минуту.
Для фотолитографических процессов был разработан модульно-кластерный комплекс субмикронной литографии (КФЛ). Уникальность данной установки состоит в том, что все виды фотолитографической обработки объединены единым транспортным устройством в виде робота-манипулятора. Подобные решения в области автоматизации технического процесса были в дальнейшем применены в разработке автоматизированного комплекса для сборки и испытаний солнечных батарей.
Так же в области фотолитографии была разработана и произведена для заказчика установка формирования фоторезистивных плёнок «УФП-100М». Для изготовления фотошаблонов и обработки подложек спроектирована установка отмывки шаблонов «УОФ-153А». Оборудование производит гидромеханическую отмывку шаблонов с кассетной загрузкой и выгрузкой пластин. Так же конструктивно предусмотрена установка зоны обеспыливания. При обработке пластин применяется индивидуальная двухсторонняя очистка шаблонов щетками и мегазвуковая очистка на центрифуге с применением деионизованной воды. В системе используется сканирующая мегазвуковая форсунка.
Для индивидуальной двухсторонней отмывки и сушки поверхностей стеклянных пластин изготовлена установка «УОСП-325» которая использует деионизованную воду поступающая из отдельного блока рецикла. Здесь применяется сушка пластин с использованием метода «Марангони». Установка изготавливается в двух исполнениях: индивидуальная и кассетная. Загрузка и выгрузка опционально может быть как ручной так и автоматической.
Для плазмохимических процессов спроектирован автомат скоростного плазмохимического травления «ПЛАЗМА-150». Здесь происходит травление плёнок SiO2, ACC, поли-Si, Si3N4 через фоторезистивную маску. Данная установка позволяет получать минимальный размер топологического рисунка до 0,6 мкм. Система оснащена микропроцессорным контролем параметров технологического процесса, автоматическим контролем давления, расхода газа, ВЧ-мощности. Частота используемого генератора составляет 13,56 МГц а диаметр обрабатываемых пластин — 100 и 150 мм.
В 2012 году для нано-технологического центра МИЭТ был разработан полуавтомат плазмохимического удаления фоторезистивных масок в технологии производства изделий электронной техники и МЭМС, после формирования топологического рисунка на пластинах диаметром 100, 150 мм — «ПЛАЗМА-150МТ».
Для нужд электронной промышленности разрабатываются системы водоподготовки. Последними разработками в данной области являются промышленные установки обратного осмоса которые так же могут применяться для применения в пищевой, фармацевтической, косметологической промышленностях а также для нужд населения.
Последними разработками ОАО «НИИПМ» в области контрольно-измерительного и контрольно-испытательного оборудования являются измерители статических параметров КВК.ДИЦ.Э-16, КВК.СИЦ.Э-45, проходные камеры ПКВ-3, ПКВ-4, которые предназначены для измерения внешними измерителями электрических параметров микросхем помещённых в спутники-носители, в климатических камерах с последующей сортировкой их по группам годности.